# Porana
Porana è l'unica frazione di Pizzale in provincia di Pavia.

## Storia
Apparteneva alla pieve di Casteggio, nella diocesi di Piacenza (mentre il capoluogo Pizzale era nella pieve di Voghera, diocesi di Tortona), e fu un antichissimo possesso della Chiesa di Pavia cui sarebbe stato donato dal vescovo Crispino (la parrocchia è infatti dedicata a San Crispino). Come comune era noto già nel XIII secolo, ed era dotato di un castello, distrutto per ordine di Castellino Beccaria, signore di Voghera, durante le lotte con i Visconti (cui probabilmente Porana era rimasta fedele).

## Monumenti e luoghi d'interesse
- Villa Meroni[3]
- Chiesa di San Crispino

Ha fatto parte dell'associazione de I borghi più belli d'Italia.

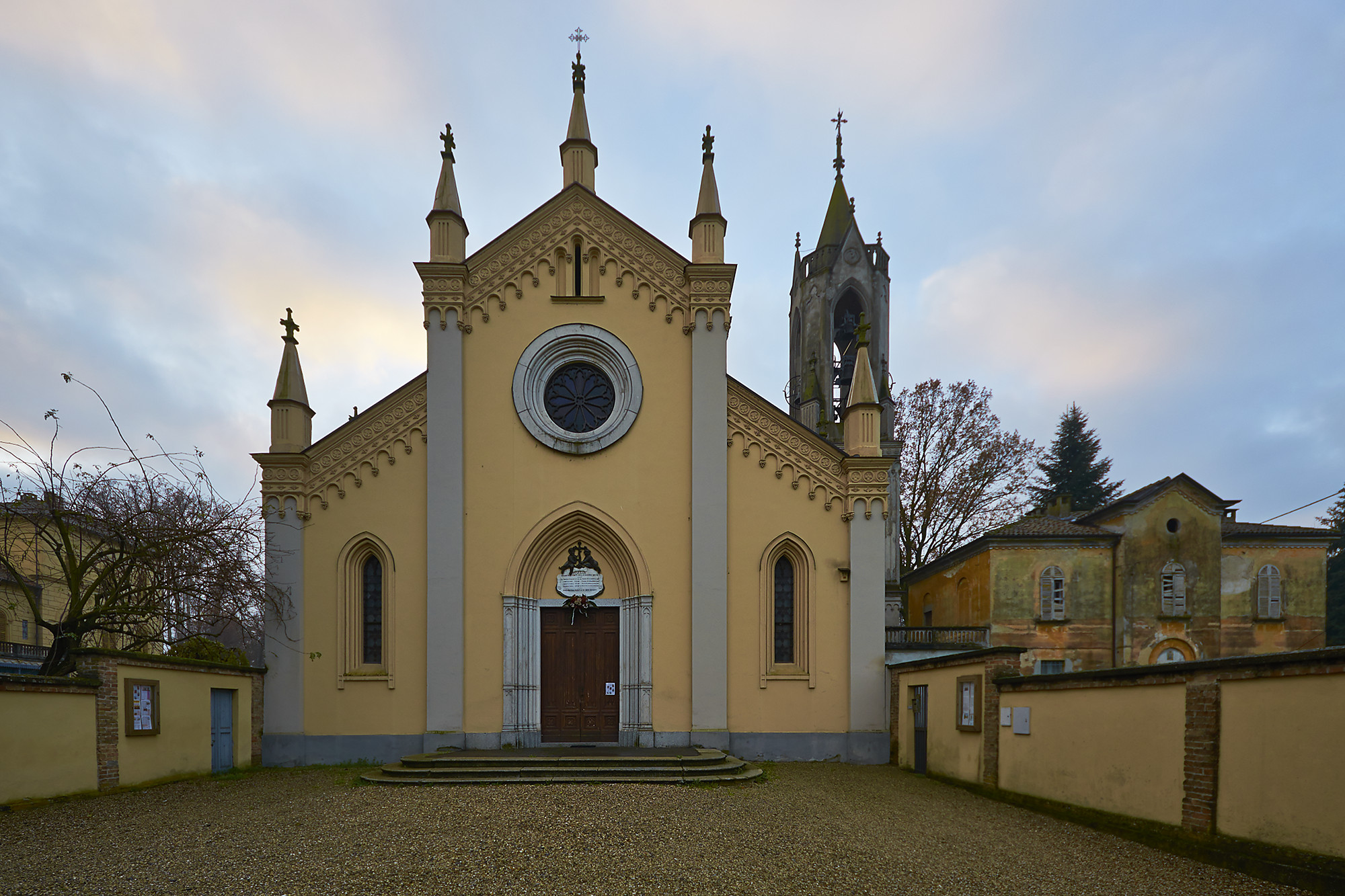
La chiesa di San Crispino

## Amministrazione

### Altre informazioni amministrative
All'inizio del XIX secolo il comune fu soppresso ed unito a Pizzale.

## Infrastrutture e trasporti
Porana è servita dalla stazione ferroviaria di Pizzale Lungavilla posta lungo la linea Milano-Tortona ed ubicata nei pressi dell'abitato.